# Bratin Dol
Bratin Dol (makedonska: Братин Дол) är en ort i Nordmakedonien. Den ligger i den sydvästra delen av landet, 110 kilometer söder om huvudstaden Skopje. Bratin Dol ligger 819 meter över havet och antalet invånare är 304.